# قائمة بالعيوب الخلقية
العيب خِلْقِيّ (عيب ولادي)، هو مشكلة تحدث أثناء تطور الجنين داخل رحم الأمّ. تحدث أكثر العيوب الخِلْقِيةّ أثناء الشهور الثلاثة الأولى من الحمل.
وهذه قائمة توضح بعض العيوب الخلقية:
- برص
- متلازمة الشريط السلوي
- انعدام الدماغ
- متلازمة أنجلمان
- انعدام القلفة
- تشوه آرنولد خياري
- متلازمة باردت بيدل
- متلازمة بكوث ودمان
- متلازمة بلوم

- متلازمة عين القط
- متلازمة التراجع الذيلي متلازمة سوتو
- تشوهات في الكروموسوم رقم 16
- تشوهات في الكروموسوم رقم 18
- تشوهات في الكروموسوم رقم 20
- تشوهات في الكروموسوم رقم 22
- فلح الشفة والحنك
- خلل التعظم الترقوي القحفي
- حنف القدم
- فرط تنسج الكظرية الخلقي (CAH)
- لعنة أوندينه
- توأمان ملتصقان
- متلازمة المواء
- تصقلب
- تليف كيسي

- متلازمة كورنيليا دي لانج
- ازدواج القضيب
- متلازمة داون
- انتباذ القلب
- قيلة دماغية

- متلازمة الجنين الكحولي
- متلازمة نقل الدم الجنيني
- متلازمة القوس الأول
- متلازمة فريمان-شيلدون

- انشقاق البطن الخلقي
- متلازمة جولدينهار

- الوليد المهرج
- مرض قلبي خلقي
- اندماج مقدم الدماغ
- داء هنتنغتون
- مرض هيرشسبرونج تضخم القولون
- إحليل تحتي
- هيموفيليا
- تغاير لون القزحيتين

- رتق الشرج

- متلازمة جاكوبسن
- متلازمة كلاينفيلتر
- متلازمة كابوكي
- انعدام تلافيف الدماغ

- متلازمة مارفان
- صغر الرأس

- متلازمة الظفر والرضفة
- يرقان وليدي
- ورام ليفي عصبي
- داء ليبوفوسيني سيرويدي عصبي
- متلازمة نونان
- رأرأة
- صدر مقعر
- صدر جؤجؤي
- متلازمة بيير روبين
- متلازمة بولاند
- كثرة الأصابع
- متلازمة برادر- فيلي
- متلازمة بروتيوس
- متلازمة البطن البرقوقية
- متلازمة ريت
- متلازمة روبينشتاين - تايبي

- متلازمة ساثري - تشوتزين
- متلازمة حورية البحر
- انقلاب وضع الأحشاء
- متلازمة سميث-ليملي-أوبيتز
- متلازمة سميث-ماجينيس
- تشقق العمود الفقري
- حول
- متلازمة ستيرج ويبر

- ورم مسخي
- متلازمة تريتشر كولينز
- متلازمة ثلاثية إكس
- متلازمة باتو
- تثلث الصبغي 9
- متلازمة تيرنر

- فتق سري
- متلازمة أشر-هولجرين
- متلازمة واردينبيرغ

- متلازمة فيرنر
- متلازمة وولف - هيرشيرون
- متلازمة وولف -باركنسون -وايت